# David Lammy
David Lammy (* 19. července 1972 Londýn) je britský politik, od července 2024 zastává funkci ministra zahraničí. Je členem Labouristické strany.

## Život
David Lammy se narodil v Londýně, jeho rodiče pocházejí z Guyany. Vystudoval práva, brzy ale vstoupil do politiky. V roce 2000 byl zvolen do parlamentu. O dva roky později byl jmenován náměstkem ministra pro veřejné zdraví. V roce 2005 byl ve vládě Tonyho Blaira jmenován státním ministrem pro kulturu, v letech 2008 až 2010 byl ve vládě Gordona Browna státním ministrem pro vysokoškolské vzdělávání.
V listopadu 2021 se stal stínovým ministrem zahraničí. Od července 2024 tuto funkci zastává ve vládě labouristického premiéra Keira Starmera.